# Karekin Chatschadurjan
Erzbischof Karekin I. Chatschadurjan (armenisch Գարեգին Ա Խաչատուրյան, Geburtsname Haçik; * 6. November 1880 in Trabzon, Osmanisches Reich; † 22. Juli 1961 in Istanbul), bürgerlich Karekin Haçaduryan, war der 81. armenisch-apostolische Patriarch unter der Autorität des Katholikos von Armenien und aller Armenier.
Er wurde 1880 in Trabzon auf den Namen  Haçik getauft und nahm seinen religiösen Namen Karekin an, als er Priester wurde. Seine Priesterausbildung erhielt er ab 1898 am Kloster von Armasch bei İzmit, wo damals noch armenische Dörfer existierten. 1912 wurde er oberster Geistlicher von Arapgir und 1914 Geistlicher der Armenier von Konya.
Er wurde am 2. Dezember mit großer Mehrheit von der Türkiye Ermenileri Delegeler Meclisi zum Patriarchen gewählt und nahm seinen Posten mit dem Eid vom 16. März 1951 an, nachdem er aus Argentinien zurückgekehrt war. In seine Amtszeit fiel das Pogrom von Istanbul, bei dem über 13 einheimische Christen unterschiedlicher Konfession in Istanbul getötet wurden. Das größte Werk des Patriarchen Karekin ist die Gründung der Theologischen Schule Surp Haç Ermeni Lisesi in Üsküdar. Er gründete zudem sein eigenes offizielles Amtsblatt, die Zeitschrift Şoğagat.
Er blieb für zehn Jahre bis zu seinem Tod Patriarch in Istanbul. Die Begräbnisfeiern am 7. Juli 1961 leitete Katholikos Wasgen I. von Etschmiadsin in der Konstantinopler Patriarchkathedrale im Stadtteil Kumkapı.